# Estados Unidos: La película
Estados Unidos: La película (en inglés, America: The Motion Picture) es una película animada dirigido a público adulto y juvenil de comedia, acción, ciencia ficción y aventura basada libremente en los Padres fundadores de los Estados Unidos y la Revolución americana. Dirigida por Matt Thompson (en su debut como director) y escrita por Dave Callaham, recuenta la historia de George Washington y su lucha contra los británicos.
La película se estrenó en la plataforma Netflix el 30 de junio de 2021.

## Sinopsis
En un mundo y una línea de tiempo alternativos, el presidente George Washington debe ir a la guerra para liberar al país del ejército británico para recuperar la Declaración, salvar a su esposa Martha, y vengar la muerte de su mejor amigo, Abraham Lincoln. Pero para hacerlo, debe reclutar al activista rebelde Sam Adams; el científico Thomas Edison; el racista más rápido de las colonias, Paul Revere; el jefe nativo Gerónimo; y el herrero John Henry para reunir más aliados para la Revolución Americana y derrotar al Rey James y al traidor Benedict Arnold.

## Reparto
- Channing Tatum como George Washington
- Jason Mantzoukas como Sam Adams
- Olivia Munn como Thomas Edison, una versión femenina de Edison
- Bobby Moynihan como Paul Revere
- Judy Greer como Martha Washington
- Will Forte como Abraham Lincoln
- Raoul Trujillo como Gerónimo
- Killer Mike como Herrero/John Henry
- Simon Pegg como el Rey James
- Andy Samberg como Benedict Arnold
- Carlos Alazraqui como Clyde
- Jason Barnes como soldado de casaca roja
- Dave Callaham como Ieoh Ming Pei / Activista de los derechos LGBTQ
- Christian Danley como Un hombre razonable / Bros / Soldado de casaca roja
- Kevin Gillese como John Wilkes Booth / Guardia del Titanic
- Zebbie Gillese como Transporter / Bros / Manchester el balón de fútbol
- Cris Gray como Corredor de caballo / Activista de derechos de dominio eminente
- Iyad Hajjaj como Activista de derechos civiles
- Jared Hickman como Colony bro / Town Crier / Soldado de casaca roja
- Meal Holman como Colonista / Congresista continental / Mariscal de campo
- J. LaRose como Activista por los derechos de los nativos americanos
- Megan Leahy como Clara Barton
- Amber Nash como Activista por los derechos de las mujeres / Activista de derechos anti-LGBTQ
- Mark Paterson como Ingeniero jefe
- Patrick Piper como Activista de represión de votantes / Sam Adams el conductor de autos de carrera
- Dave Roberts como Narrador
- Eric Sims como Thomas Jefferson
- Mike Schatz como Fredrick X Kinko / partidario de Hancock
- Matt Thompson como John Hancock / Colonista / Stand Your Ground Rights Man in Crowd
- Lucky Yates como Locutor de béisbol / Activista de los derechos de la segunda enmienda

## Producción
En marzo de 2017, Phil Lord y Christopher Miller anunciaron que estaban produciendo una película animada dirigida a público adulto y juvenil para Netflix titulado en su idioma original "America: The Motion Picture" junto con Allegra, Thompson Mate, Adam Reed, Channing Tatum, Reid Carolin y Peter Kiernan a partir de un guion de David Callaham y dirigido por Matt Thompson.

## Recepción crítica
En Rotten Tomatoes, que clasifica las reseñas solo como positivas o negativas, el 36% de las 39 reseñas son positivas, con una calificación promedio de 5.1/10. El consenso de los críticos del sitio web dice: "Estados Unidos: La película es definitivamente escandalosa y posiblemente patriótica; el problema es que tampoco es muy divertida". En Metacritic, la película tiene un puntaje promedio de 40 sobre 100 basado en 16 críticos, lo que indica "críticas mixtas o promedio".